# Thị trấn thời Trung Cổ Toruń
Thị trấn trung cổ Toruń (tiếng Ba Lan: zespół staromiejski Torunia) là khu vực lịch sử lâu đời nhất của thành phố Toruń. Đây là một trong những Di sản Thế giới của Ba Lan được công nhận vào năm 1997. Theo UNESCO, giá trị của nó nằm ở chỗ "một thành phố thương mại lịch sử nhỏ được bảo tồn đến mức đáng kể mô hình đường phố như ban đầu và các tòa nhà ban đầu nổi bật, và cung cấp một bức tranh hoàn chỉnh đặc biệt về lối sống thời trung cổ". Thị trấn thời Trung Cổ có diện tích 60 ha và vùng đệm 300 ha bao gồm ba phần chính: Phố cổ Toruń, Thị trấn mới Toruń và Lâu đài Toruń.

## Lịch sử
Thị trấn thời Trung Cổ được thành lập trên địa điểm của một thị trấn thương mại người Slav trước đây tồn tại khoảng 500 năm  và có từ thế kỷ 13, khi thành phố Toruń (Thorn) được Hiệp sĩ Teutonic Hermann von cấp một điều lệ thị trấn Salza và Hermann Balk năm 1233. Thị trấn, ban đầu bao gồm chủ yếu của quận bây giờ được gọi là Thị trấn cổ Toruń và Lâu đài Toruń, được phát triển như một trung tâm thương mại lớn, và là một trong những thành viên chủ chốt của Liên minh Hanseatic. Khi thị trấn nhanh chóng phát triển, Thị trấn mới Toruń phát triển từ năm 1264 ở phía đông Phố cổ và phía bắc lâu đài.
Thị trấn thời trung cổ là một trong những Di tích lịch sử quốc gia chính thức của Ba Lan (Pomnik historii), được chỉ định vào ngày 16 tháng 9 năm 1994. Danh sách của nó được duy trì bởi Ủy ban Di sản Quốc gia Ba Lan.

## Địa lý và di tích

Kế hoạch của trung tâm thị trấn lịch sử Toruń. Phố cổ được đánh dấu màu vàng; Thị trấn mới trong màu xanh; Lâu đài nằm giữa họ về phía nam.

Thị trấn thời trung cổ của Toruń bao gồm ba phần: Phố cổ Toruń ở phía tây, Thị trấn mới Toruń ở phía đông và Lâu đài Toruń ở phía đông nam.
Phố cổ được bố trí xung quanh Khu chợ phố cổ. Các tòa nhà và di tích chính ở đó bao gồm Tòa thị chính cũ, Nhà thờ chính tòa Thánh John the Baptist và St. John the Eveachist, Nhà thờ Giả định của Đức Trinh Nữ Maria và phần còn lại của bức tường thành cổ.
Thị trấn mới có Nhà thờ St James và Nhà thờ St Nicholas.
Lâu đài Toruń nằm giữa Thị trấn cũ và mới ở ranh giới phía nam của họ.

## Di sản thế giới của UNESCO

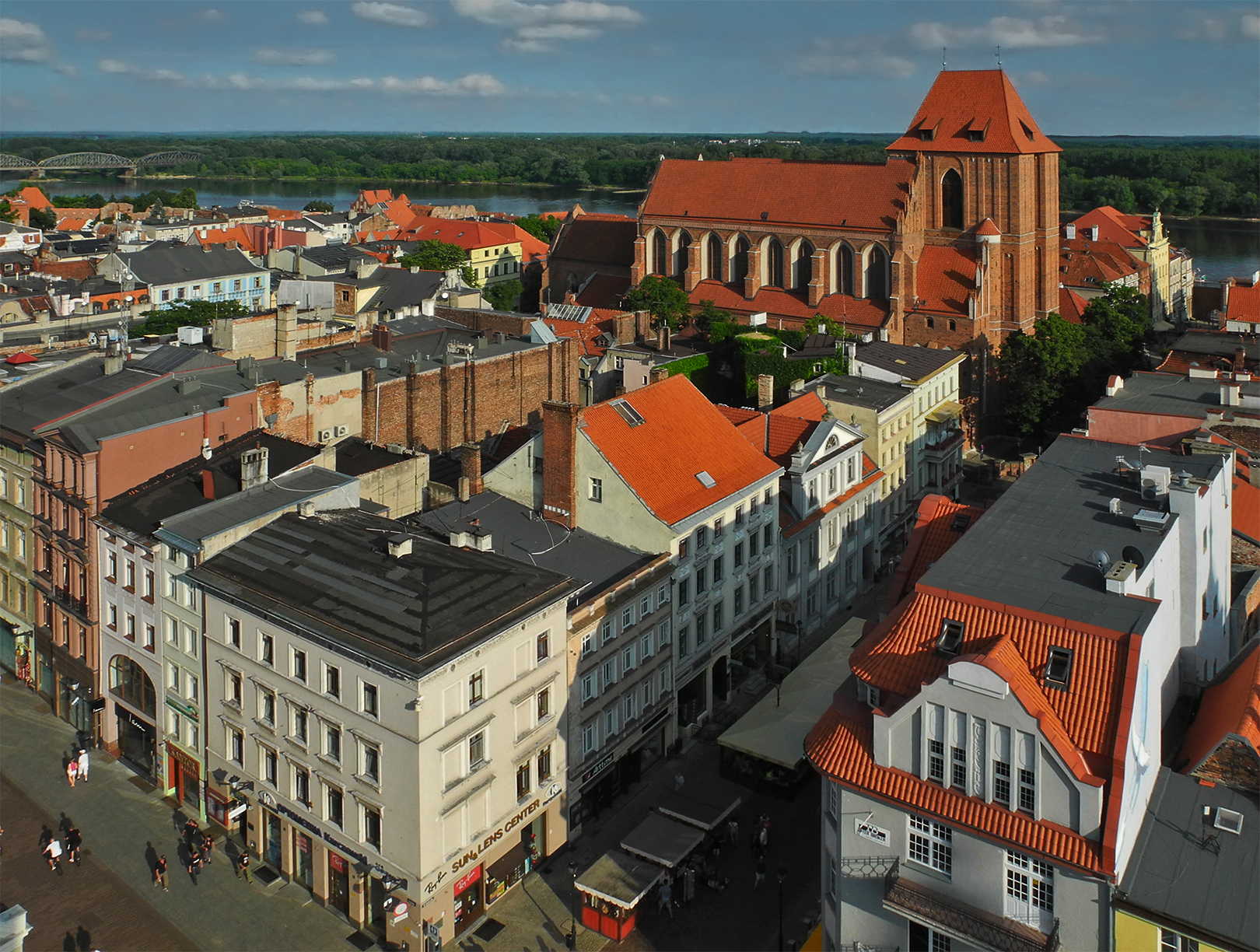
Thị trấn thời trung cổ Toruń, nhìn từ Tòa thị chính Old Town

Ủy ban Di sản Thế giới đã công nhận nó như là một Di sản Thế giới trên cơ sở các tiêu chí (ii - "trưng bày một sự trao đổi quan trọng của các giá trị con người, trong một khoảng thời gian hoặc trong một khu vực văn hóa trên thế giới, về sự phát triển về kiến trúc hoặc công nghệ, nghệ thuật hoành tráng, quy hoạch thị trấn hoặc thiết kế cảnh quan ") và (iv -" là một ví dụ nổi bật về một loại công trình, kiến trúc hoặc công nghệ hoặc cảnh quan minh họa một giai đoạn quan trọng trong lịch sử loài người "). Nó cũng lưu ý rằng Toruń đại diện cho một ví dụ có giá trị về "một thành phố thương mại lịch sử nhỏ bảo tồn đến một mức độ đáng chú ý mô hình đường phố ban đầu và các tòa nhà ban đầu nổi bật, và cung cấp một bức tranh hoàn chỉnh đặc biệt về lối sống thời trung cổ". Bố cục không gian của Toruń hầu như không thay đổi kể từ thời Trung cổ và do đó tạo thành một nguồn có giá trị cho lịch sử đô thị của châu Âu thời trung cổ.

## liên kết ngoài
- Thị trấn thời trung cổ của Toruń
- Bản đồ có thể tải xuống trên trang web của UNESCO
- Thị trấn thời trung cổ của Toruń Lưu trữ ngày 10 tháng 9 năm 2013 tại Wayback Machine tại poland.travel
- Toruń UNESCO Di sản thế giới tại visittorun.pl
- Bản đồ tại Wikimapia
- (tiếng Ba Lan) UNESCO: Średniowieczny Zespół Miejski tại www.turystyka.torun.pl
- (tiếng Ba Lan) Toruń - Stare i Nowe Miasto, tại Naroowy Instytut Dziedzictwa
- Bản đồ [liên kết hỏng] [ liên kết chết vĩnh viễn ] tại Naroowy Instytut Dziedzictwa[ liên kết chết vĩnh viễn ]
- Quang cảnh thị trấn thời trung cổ từ máy bay không người lái Lưu trữ ngày 27 tháng 6 năm 2017 tại Wayback Machine